# Uschakowo (Kaliningrad, Osjorsk)
Uschakowo (russisch Ушаково, deutsch Ströpken) ist ein Ort in der russischen Oblast Kaliningrad. Er gehört zur kommunalen Selbstverwaltungseinheit Munizipalkreis Osjorsk im Rajon Osjorsk.

## Geographische Lage
Uschakowo liegt drei Kilometer östlich der Stadt Osjorsk an der Kommunalstraße 27K-177 von der Rajonstadt nach Gawrilowo (Gawaiten/Herzogsrode). In Uschakowo mündet die Kommunalstraße 27K-369 von Norden aus Suworowka (Weedern) kommend ein.
Ein Bahnanschluss besteht nicht mehr. Bis 1945 stand auf Ströpkener Gemeindegebiet der Kreuzungsbahnhof Darkehmen Ost (Angerapp Ost), wo sich die Bahnstrecke Insterburg-Lyck und die Bahnstrecke Gumbinnen–Angerburg trafen.
Südwestlich des Ortes verläuft das vor 1945 Geilebus genannte Flüsschen, das wenige Kilometer später in die Angerapp (Angrapa) mündet.

## Geschichte
Das Gründungsdatum von Ströpken ist nicht bekannt. In den Kirchenrechnungen der Jahre 1701/02 hieß die Siedlung „Mazaitschen“.
Nach der verheerenden Pest der Jahre 1709–1711 und den vielen Toten in der Bevölkerung bemühten sich die preußischen Könige um Wiederbesetzung der Höfe. Seit 1724 trafen verstärkt Siedler aus Nassau, Oldenburg, der Pfalz, Württemberg und dem Halberstädtischen ein. Eine größere Zahl kam aus dem Dorf Ströbeck bei Halberstadt, dessen Bewohner als tüchtige Schachspieler bekannt waren.
Als König Friedrich Wilhelm I. sich auf ausgedehnten Reisen über den Erfolg seiner Wiederbesiedlungspolitik überzeugen wollte, spielte er einmal in Mazaitschen mit dem Dorfschulzen eine Partie Schach. Der König verlor das Spiel und stellte der Bevölkerung die Erfüllung eines Wunsches in Aussicht. Die Bewohner wünschten sich, dem Ort den Namen ihres Heimatdorfes geben zu dürfen. Der König willigte ein, und so erhielt Mazaitschen 1729 den Namen Ströbeck, der sich später als Streepke und dann Ströpken (so bis 1946) der preußischen Mundart anpasste.
Am 6. Mai 1874 wurde Ströpken als Landgemeinde dem neu gebildeten Amtsbezirk Weedern im Kreis Darkehmen zugeordnet.
Im Januar 1945 wurde der Ort von der Roten Armee besetzt. Die neue Polnische Provisorische Regierung ging zunächst davon aus, dass er mit dem gesamten Kreis Darkehmen (Angerapp) unter ihre Verwaltung fallen würde. Im Potsdamer Abkommen (Artikel VI) von August 1945 wurde die neue sowjetisch-polnische Grenze aber unabhängig von den alten Kreisgrenzen anvisiert, wodurch der Ort unter sowjetische Verwaltung kam. Die polnische Umbenennung des Ortes in Strupki im Juli 1947 wurde (vermutlich) nicht mehr wirksam. Im November 1947 erhielt der Ort die russische Bezeichnung Uschakowo – eine in Russland und der Oblast Kaliningrad bereits mehrfach vorkommende Ortsbezeichnung – und wurde gleichzeitig dem Dorfsowjet Bagrationowski selski Sowet im Rajon Osjorsk zugeordnet. Um 1980 wurde Uschakowo selber Sitz dieses Dorfsowjets. Von 2008 bis 2014 gehörte der Ort zur städtischen Gemeinde Osjorskoje gorodskoje posselenije, von 2015 bis 2020 zum Stadtkreis Osjorsk und seither zum Munizipalkreis Osjorsk.

### Einwohnerentwicklung
| Jahr | Einwohner |
| ---- | --------- |
| 1818 | 65        |
| 1863 | 79        |
| 1910 | 207       |
| 1925 | 244       |
| 1933 | 251       |
| 1939 | 259       |
| 2002 | 136       |
| 2010 | 125       |

## Kirche
Das vor 1945 von einer überwiegend evangelischen Einwohnerschaft bewohnte Ströpken war in das Kirchspiel Darkehmen (1938–1946 Angerapp, russisch: Osjorsk) eingepfarrt. Es gehörte zum Kirchenkreis Darkehmen/Angerapp in der Kirchenprovinz Ostpreußen der Kirche der Altpreußischen Union. Die letzten deutschen Geistlichen waren die Pfarrer Johannes Gemmel und Helmut Passauer.
Während der Zeit der Sowjetunion war kirchliches Leben untersagt. Erst in den 1990er Jahren bildeten sich in der Oblast Kaliningrad neue Gemeinden, darunter in Kadymka (Eszerningken/Escherningken, 1938–1946 Eschingen) unweit von Uschakowo. Es liegt im Bereich der ebenfalls neugegründeten Propstei Kaliningrad der Evangelisch-Lutherischen Kirche Europäisches Russland (ELKER), Die zuständigen Pfarrer sind die der Salzburger Kirche in Gussew (Gumbinnen).

## Schule
Bis 1945 fand der Schulunterricht im nahe gelegenen Hallwischken (1938–1945 Hallweg, russisch: Rjasanskoje) statt.
Heute ist Uschakowo zentraler Schulort mit einem regionalen Schulzentrum, das die neuen Besitzer des Gutes Suworowka (Weedern) errichteten, nachdem in dem Gut wieder ein Gestüt aufgebaut wurde.